# 狭苞斑种草
狭苞斑种草（学名：Bothriospermum kusnezowii）是紫草科斑种草属的植物，为中国的特有植物。分布在中国大陆的青海、甘肃、山西、内蒙古、吉林、宁夏、河北、黑龙江、陕西等地，生长于海拔830米至2,500米的地区，多生在干旱农田、山坡道旁或山谷林缘，目前尚未由人工引种栽培。